# Leo T
La galaxia de Leo T es una galaxia enana que forma parte del Grupo Local. Está situada en la constelación de Leo y fue descubierta en 2006 a partir de los datos obtenidos por el proyecto Sloan Digital Sky Survey. La galaxia se encuentra a una distancia de unos 420 kpc del Sol, alejándose de este a una velocidad de aproximadamente 35 kilómetros por segundo, y con respecto a la Vía Láctea a alrededor de −60 km/s, lo que implica una caída lenta sobre la Vía Láctea.  La galaxia está clasificada como un objeto de transición ('T' en su nombre) entre las galaxias enanas esferoidales (dSph) y las galaxias enanas irregulares (dIrr). Su radio efectivo es de unos 180 pársecs.
Es una de las galaxias más pequeñas y débiles del Grupo Local ya que su luminosidad integrada es aproximadamente 40.000 veces la del Sol (magnitud visible absoluta de aproximadamente −7,1). Sin embargo, su masa es de aproximadamente 8 millones de masas solares, lo que significa que la relación entre esta y la luz es de alrededor de 140. Una alta relación masa/luz implica que Leo T está dominada por materia oscura.

## Hidrógeno neutro y formación de estrellas
La población estelar de Leo T está formada tanto por estrellas jóvenes como antiguas,  y estas últimas probablemente se formaron entre 12 y 6 mil millones de años. La metalicidad de estas viejas estrellas es muy baja ([Fe/H] ≈ −2.02 ± 0.54), lo que significa que contienen 100 veces menos elementos pesados que el Sol. Las estrellas antiguas observadas son principalmente gigantes rojas, aunque también se descubrieron varias estrellas de la rama horizontal y estrellas de cúmulos rojos. Después de una pausa, la actividad de formación estelar se reanudó hace unos mil millones de años, dando lugar a una generación de estrellas jóvenes azules, que representan solo alrededor del 10% de toda la masa estelar y parecen estar más concentradas en el centro de Leo T que la población antigua. Actualmente no hay formación de estrellas en esta galaxia.
Leo T contiene una cantidad significativa de gas hidrógeno neutro (HI) con una masa de aproximadamente 280.000 masas solares, que es tres veces más que la masa de las estrellas de esta galaxia. El gas incluye dos componentes principales: gas frío en el centro de la galaxia con una temperatura de unos 226 °C y gas cálido distribuido por todo Leo T con una temperatura de 5 726 °C. Sin embargo, la densidad de este gas no es suficiente en promedio para la formación de estrellas, lo que indica que los procesos locales influyen.[cita requerida]  Aún así, la presencia de gas hidrógeno implica que en el futuro la galaxia comenzará a formar estrellas nuevamente.
La.galaxia puede haberse formado cuando un pequeño halo de materia oscura inició la acumulación de gas algún tiempo después de la época de reionización, y más tarde, este gas dio origen a la primera generación de estrellas antiguas.